# سان-مارسيل (آن)
سان-مارسيل (بالفرنسية: Saint-Marcel)‏ هي بلدية فرنسية تقع في إقليم الآن في فرنسا. رمز إنسي لها هو:1371. أما الرمز البريدي لها فهو: 1390.